# Лопатинка (река, Сахалин)
Лопа́тинка — река на острове Сахалин. Длина реки 56 км (с Водораздельной). Площадь водосборного бассейна — 264 км².
Начинается при слиянии рек Водораздельная и Сестра на склонах Южно-Камышового хребта. Течёт с юго-востока на северо-запад через пихтово-берёзовый лес. Впадает в Татарский пролив. Ширина реки выше Горнозаводска — 18 метров при глубине в 1 метр.
Названа в честь русского геолога и географа, исследователя Сибири и Дальнего Востока Иннокентия Александровича Лопатина.
В административном отношении протекает по Невельскому району Сахалинской области. В приустьевой части долины реки расположено село Горнозаводск.
Основной приток — река Долинная, впадает справа.

## Данные водного реестра
По данным государственного водного реестра России относится к Амурскому бассейновому округу.
Код объекта в государственном водном реестре — 20050000212118300006953.